# Ahmad Chosrau
Ahmad Chosrau, Ahmad Khesraw (ur. 6 lutego 1982 w Demokratycznej Republice Afganistanu) – afgański piłkarz występujący na pozycji pomocnika, reprezentant swojego kraju.